# Rumania en los Juegos Olímpicos de París 1924
Rumanía estuvo representada en los Juegos Olímpicos de París 1924 por un total de 35 deportistas que compitieron en 4 deportes.  

## Medallistas
El equipo olímpico rumano obtuvo las siguientes medallas:
| Nombre | Deporte | Competición |
| ------ | ------- | ----------- |
| Oro    |         |             |
| —      |         |             |
| Plata  |         |             |
| —      |         |             |
| Bronce |         |             |
| Equipo | Rugby   | Torneo M    |